# Endennasaurus
Endennasaurus — викопний рід морських плазунів ряду Thalattosauria, що існував за пізнього тріасу (норій) на території Італії.

## Опис

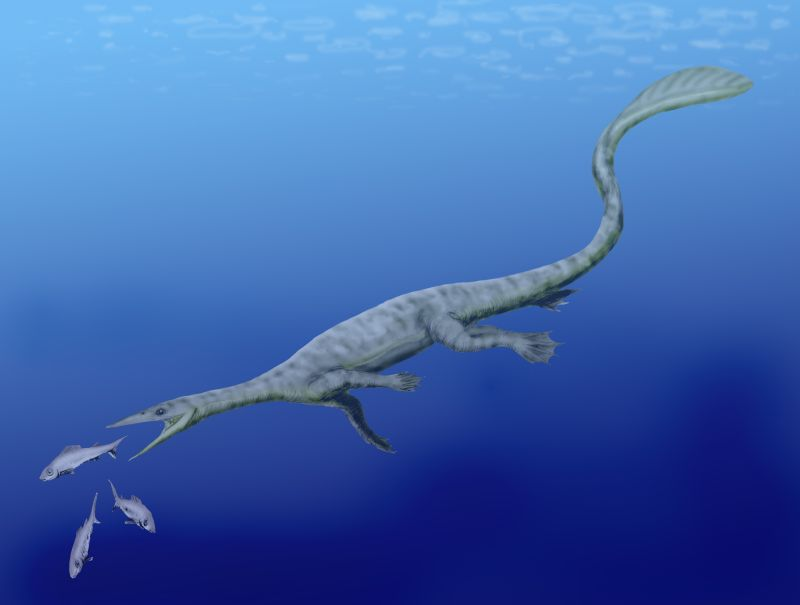
Реконструкція

Endennasaurus — порівняно невеликий представник талатозавроподібних, при довжині близько 1 метра. Подібно до інших талатозаврів, він мав довгий рострум із загостреним кінцем, зміщені назад ніздрі, контакт передщелепної й лобної та щонайменше зредукований верхній скроневий отвір. На відміну від більшості відомих представників групи, Endennasaurus не мав зубів. До шийного відділу хребта входили 12 хребців, грудного - 16, крижового - 2, а хвіст налічував понад 60 хребців. Плечовий пояс відносно масивний, кінцівки порівняно довгі й добре осифіковані.

## Палеоекологія
За пізнього тріасу північна Італія була вкрита морем. Вважається, що вапняк Zorzino, де було знайдено зразки Endennasaurus, представляє теплу, субтропічну лагуну, що оточувала невеликі, вкриті густою рослинністю острови. Імовірно, лагуна була відокремленою від основної частини моря, що не дозволяло крупним морським тваринам потрапити на її територію. Найпоширенішими безхребетними були ракоподібні й двостулкові, проте корали, брахіоподи, гастроподи та голкошкірі також були присутні. Локація відома різноманіттям риб, представлених принаймні 30 родами, проте рептилії значно рідкісніші. Представлені етозаври, дзьобоголові, таністрофеєві, ранні птерозаври та дрепанозаврові. Частково чи цілком водні рептилії представлені Endennasaurus, плакодонтом Psephoderma та фітозавром Mystriosuchus.
Ніша Endennasaurus в цій екосистемі була доволі вузькою. Його раціон включав, найімовірніше, безхребетних із м‘якими панцирами, рибу чи дрібних ракоподібних, оскільки він не мав зубів для ловлі, утримання чи розчавлювання здобичі. Endennasaurus мав пропорції кінцівок схожі на такі інших талатозавроподібних та взагалі водних тварин, що при плаванні покладаються на кінцівки й хвіст. Це, в поєднанні з дорсально спрямованими очима, сплощеною дорсальною поверхнею черепа, неглибокою лопаткою й крупними ключицями, ніздрями зміщеними назад, незчленованими крижовими й хвостовими ребрами, відносно глибоким хвостом та зміцненим черевним регіоном вказує на те, що Endennasaurus був адаптованим до життя у воді, нехай сильно осифіковані кінцівки можуть вказувати на те, що часом, принаймні для розмноження, він міг повертатись на суходіл.